# Гострий інфаркт міокарда
Інфаркт міокарда — крайній ступінь ішемічної хвороби серця, який характеризується розвитком ішемічного некрозу ділянки міокарда, що виник внаслідок абсолютної або відносної недостатності кровопостачання у цій ділянці.
Для прикладу, щорічно в США реєструється 805 000 людей з гострим інфарктом міокарда, з них 605 000 людей переносять перший серцевий напад, а 200 000 людей — мають рецидив . Здебільшого причиною ранньої смертності при гострому інфаркті міокарда є шлуночкові аритмії.
Перший докладний опис серцевих нападів (гострих інфарктів міокарда), що не призвели до летального наслідку, належить українським лікарям Миколі Стражеску та Василю Образцову в 1910 році.

## Фактори ризику

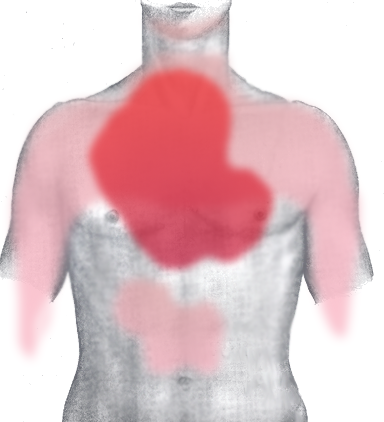
Біль червоний: частий і сильний. Рожевий: нечасто\іррадіація

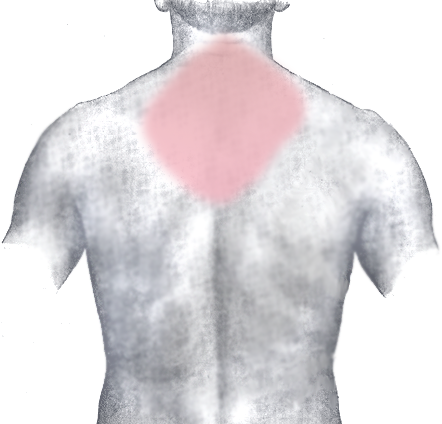
Біль

Як правило, фактори ризику для атеросклерозу — це чинники ризику інфаркту міокарда.
- Діабет (з або без резистентності до інсуліну) є найважливішим фактором ризику ішемічної хвороби серця (ІХС)
- Паління тютюну
- Гіперхолестеринемія (точніше гіперліпопротеїнемія, особливо через високий рівень ліпопротеїнів низької щільності та низького — ліпопротеїнів високої щільності)
- Високий вміст жирів
- Високий кров'яний тиск
- Наявність ішемічної хвороби серця у родичів
- Ожиріння (визначається якщо індекс маси тіла більше 30 кг/м², або ж по об'єму талії або стегон).
- Вік: для чоловіків він стає фактором ризику після 45 років, для жінок — після 55 років, крім того, будь-який вік є чинником ризику, якщо родич першої лінії (брат, сестра, батько, мати) мав ІХС до або у 55 років — для чоловіків, або 65 — для жінок.
- Гіпергомоцистеїнемія (високий рівень гомоцистеїну, токсичної амінокислоти, яка буває за недостатнього споживання вітамінів B2, B6, B12 і фолієвої кислоти).
- Стрес (професії з високим індексом стресу, як відомо, сприйнятливі до атеросклерозу).
- Алкоголь (дослідження показують, що тривалий вплив великих кількостей алкоголю може збільшити ризик серцевого нападу).
- Чоловіки більше схильні до ризику, ніж жінки.

Значну кількість цих факторів ризику можна урівноважити шляхом підтримання здорового способу життя.
Європейське товариство кардіологів та Європейська асоціація з кардіоваскулярної профілактики і реабілітації розробили інтерактивний інструмент для прогнозування та керування ризиком серцевого нападу та інсульту в Європі. HeartScore спрямована на підтримку лікарів в оптимізації системи зниження ризиків окремих серцево-судинних патологій. Програма HeartScore доступна 12-ма мовами і наявна у веб або PC версії.

## Періоди інфаркту міокарда
- найгостріший (до 2 годин від початку інфаркту міокарда)
- гострий (до 10 днів)
- підгострий (з 10 дня до 2 місяців)
- реабілітації (з 2 місяців до пів року)

## Клінічна класифікація гострого інфаркту міокарда
- Гострий інфаркт міокарда

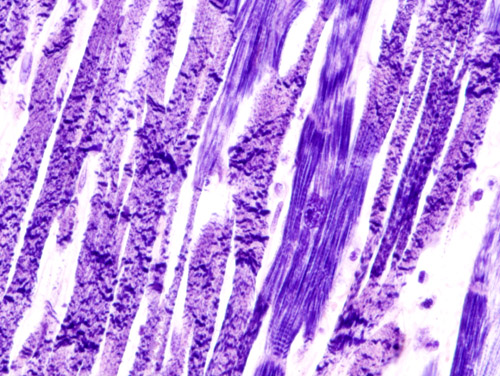
Мікроскопія ураженої ділянки міокарда

  - Гострий інфаркт міокарда з наявністю патологічного зубця Q (трансмуральний, великовогнищевий)
  - Гострий інфаркт міокарда без патологічного зубця Q (дрібновогнищевий)
  - Гострий субендокардіальний інфаркт міокарда
  - Гострий інфаркт міокарда (невизначений)
  - Рецидивний інфаркт міокарда (від 3 до 28 діб)
  - Повторний інфаркт міокарда (після 28 діб)
  - Гостра коронарна недостатність

Клінічна класифікація інфаркту міокарда, підготовлена об'єднаною робочою групою Європейського товариства кардіологів, Американського кардіологічного коледжу, Американської асоціації серця та Всесвітньої кардіологічної федерації (2007):
- Мимовільний інфаркт міокарда (тип 1), пов'язаний з ішемією внаслідок первинної коронарної події, такого як ерозія бляшки і / або руйнування, розтріскування або розшарування.
- Вторинний інфаркт міокарда (тип 2), пов'язаний з ішемією, дозованим збільшенням нестачі кисню або його надходження, наприклад, при коронарному спазмі, коронарної емболії, анемії, аритмії, гіпер- або гіпотензію.
- Раптова коронарна смерть (тип 3), у тому числі зупинка серця, часто з симптомами передбачуваної ішемії міокарда з очікуваної нової елевації ST і нової блокади лівої ніжки пучка Гіса, виявленням свіжого тромбу коронарної артерії при ангіографії і / або ауто-ПСІІ, що передувала смерті до отримання зразків крові або перед підвищенням концентрації маркерів.
- ЧКВ-асоційований інфаркт міокарда (тип 4а).
- Інфаркт міокарда, пов'язаний з тромбозом стента (тип 4б), який підтверджений ангіографією або аутопсії.
- АКШ-асоційований інфаркт міокарда (тип 5).

Слід мати на увазі, що іноді у пацієнтів може виникати кілька типів інфаркт міокарда одночасно або послідовно. Слід врахувати, що термін «інфаркт міокарда» не входить у поняття «Некроз кардіоміоцитів» внаслідок проведення АКШ (отвір в шлуночку, маніпуляції з серцем) і впливу наступних факторів: ниркової і серцевої недостатності, кардіостимуляції, електрофізіологічної абляції, сепсису, міокардиту, дії кардіотропних отрут, інфільтративних захворювань.

## Діагностика
Провідний симптом — тяжкий, довготривалий (більше захворювання) напад нестерпного стисливого, розпирального болю за грудиною, або печія в грудях зі страхом смерті. Іррадіація в ліву половину грудної клітки, ліву руку. Біль не знімається не тільки нітрогліцерином, але й іноді наркотичними анальгетиками.
Огляд: Стан хворого тяжкий. Збудження або адинамія, блідість, холодний піт, акроціаноз, тахікардія, або брадикардія. АТ знижений або підвищений. Підвищення температури до 38.
Аускультація: глухі тони серця, тахікардія, систолічний шум, порушення ритму (екстрасистолія, миготлива аритмія, фібриляція).
Прояви серцевої лівошлунчкової чи правошлуночкової недостатності (ЛШ, ПШ).
Аналіз крові: лейкоцитоз зі зсувом вліво з перших годин захворювання. Позитивний СР 5, підвищення ШОЕ з 3-5 дня, підвищена активність КФК, АЛТ, АСТ, ЛДГ, зниження фібринолітичної активності крові.
ЕКГ діагностика.
Великовогнищевий інфаркт міокарда.
Моно фазна крива:
1.            Ішемічна стадія 1-3 доби;
2.            Гостра стадія 1-2 тижні;
3.            Підгостра 4-6 тижнів;
4.            Рубцювання (постійно).
Трансмуральний:
1.               Формується комплекс QS, (некроз).
2.               Сегмент RS — Т зміщується: вище або нижче ізолінії.
Інтрамуральний:
1.                 Інфаркт міокарда — патологічний зубець Q, R значно зменшений в амплітуді.
2.                 Дрібно вогнищевий зміщення PS — Т вище або нижче ізолінії, інверсія Т.
В міокарді ЛШ виділяють передню, бокову і задню стінки.
Передня стінка: І, AVL, II.
  Задня стінка: III AVR, II.
  Бокова стінка: V5, V6.
  Верхівка: V3, V4.
  Перетинка: V1,V2.
Циркулярний інфаркт міокарда: І, ІІ, ІІІ, AVL, FVF, V1-V6.

### Клінічна картина
Найчастіше інфаркт міокарда виникає у хворих, що вже мають діагностовану ішемічну хворобу серця. У хворого виникає біль за грудниною (який може іррадіювати у ліве плече, ліву частину нижньої щелепи, спину), холодний піт, страх смерті. Больовий напад не знімається стандартною дозою нітратів, яка дається тричі протягом 30 хвилин. Фізична активність обмежена.

### Зміни ферментів крові (КФК—МВ, тропоніновий тест)
Під час пошкодження кардіоміоцитів спостерігається вихід ферменту креатинфосфокінази з них — підвищення активності креатинкінази в крові. Тому визначення креатинфосфокінази і креатинкінази МВ в крові широко застосовується в ранній діагностиці інфаркту міокарда. Вже через 2-4 години після гострого нападу рівень креатинкінази МВ в крові значно підвищується. Аналіз креатинкінази МВ дозволяє із 100 % точністю діагностувати інфаркт міокарда. Збільшення II (MB) ізоформи відбувається протягом першої доби після інфаркту міокарда і 100 % підтверджує цей діагноз, проте вже через 2-3 доби відбувається нормалізація активності ферменту, і за 2-3 дні після розвитку інфаркту такий аналіз вже не призначається.
Інші маркерні ферменти крові, що підвищуються при інфаркті:
Тропоніни
ЛДГ (H4M0 — heart 4 / muscle 0)
АСТ

### Електрокардіографія

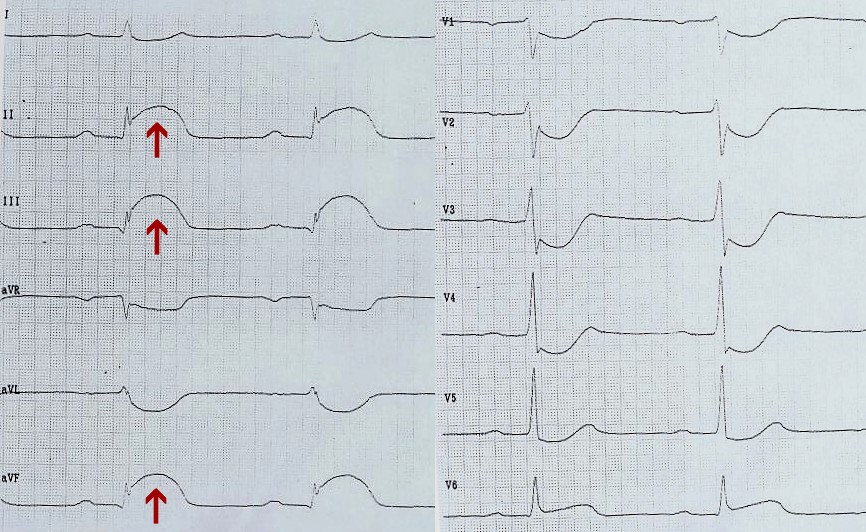
ЕКГ при гострому інфаркті міокарда. Стрілки показують значне підвищення ST-сегмента у відведеннях II, III і aVF

Ознакою найгострішої фази інфаркту міокарда є елевація (англ. ST elevation MI (STEMI)) чи депресія сегменту ST, його косо-висхідне положення (т. зв. дуга Парді, вперше описана американським кардіологом Гарольдом Парді), сплощення/зникнення зубця Т. З третього дня у хворих на трансмуральний інфаркт міокарда утворюється патологічний зубець Q, який може мати вигляд зубця QS (якщо це єдиний негативний зубець шлуночкового комплексу). До ознак перенесеного інфаркту міокарда належать: зниження вольтажу зубців, залишковий патологічний зубець Q, сплощення/зникнення зубця Т. Локалізація ураження визначається за підсумками аналізу ЕКГ-порушень у різних відведеннях.

### Проби з навантаженням
Ранні проби з навантаженням дають можливість отримати інформацію про подальший перебіг захворювання та виявити хворих, у котрих різні види ендоваскулярних та хірургічних втручань можуть бути ефективними. Проведення навантажувальних тестів рекомендовано всім хворим за відсутності протипоказань. Проби з дозованим навантаженням після гострого інфаркту міокарда довели свою безпечність. Фатальні кардіальні випадки можливі не більше ніж у 0,03 % пацієнтів, нефатальний реінфаркт міокарда — не більше ніж у 0,09 %, тяжкі порушення ритму — 1,4 %. У більшості досліджень проби з навантаженням проводять через 7 діб після початку інфаркту міокарда. Проведення проб з навантаженням на 4–7-му добу є менш обґрунтованим і менш безпечним. Стрес-тест виконують на 10–14-ту добу неускладненого інфаркту міокарда при стабільній електрокардіограмі (ЕКГ) протягом останніх 72 год. За 24–48 год до проведення тесту хворим відміняють b-адреноблокатори, за 12 годин — нітрати та блокатори кальцієвих каналів (за винятком пролонгованих форм, які потребують скасування за 24 години).
Протипоказаннями до проб з дозованим фізичним навантаженням (ДФН) є:
- Гострий інфаркт міокарда в перші 10 діб.
- Гостра недостатність лівого шлуночка 3–4 класу за Killip, миготіння шлуночків та стійка шлуночкова тахікардія в ранні терміни інфаркту міокарда.
- Тяжкі ускладнення інфаркту міокарда на мить проведення.
- Гемодинамічно значущі вади серця.
- Гострі внутрішньосерцеві та периферійні тромбози та тромбоемболії.
- Рецидивний інфаркт міокарда.
- Порушення мозкового кровообігу давністю до 6 місяців, крововилив у сітківку.
- Гострі інфекційні захворювання.
- Розшарування аорти.
- Миготлива аритмія.
- Хронічна ниркова недостатність.
- Тиреотоксикоз.
- Порушення опорно-рухового апарату, що перешкоджає виконанню тесту з ДФН.
- Стеноз стовбура лівої вінцевої артерії понад 50 %.
- Анемія.
- Декомпенсований та важкий цукровий діабет.
- Артеріальна гіпертензія перед проведенням проби.
- Не кориговані порушення балансу електролітів.
- Психоневрологічна патологія, яка перешкоджає контакту з пацієнтом.

## Ускладнення
- гостра\хронічна серцева недостатність
- порушення ритму (фібриляція шлуночків)
- порушення провідності (виникнення блокад)
- аневризма серця
- тромбоемболія
- аутоімунний кардит

## Психічні зміни і психози
У разі інфаркту міокарда можливі психічні зміни невротичного і неврозоподібного характеру. В основі цих змін лежить реакція особистості на важке, небезпечне для життя захворювання. Крім рис особистості, психічний стан хворого інфарктом міокарда визначається також соматогенними і зовнішніми (середовищними) чинниками (психологічний вплив медичного персоналу, родичів, інших хворих тощо).
Слід розрізняти відповідні (нормальні) і патологічні (невротичні) реакції. Реакція на хворобу кваліфікується як адекватна, якщо: а) поведінка хворого, його переживання і уявлення про хворобу відповідають отриманій від лікаря інформації про важкість інфаркту міокарда та його можливі наслідки; б) хворий дотримується режиму, виконує розпорядження лікаря і; в) хворий в змозі контролювати свої емоції.
Серед патологічних реакцій більш ніж в 40 % випадків спостерігається кардіофобна реакція, за якої хворі відчувають страх перед повторним інфарктом міокарда і перед раптовою смертю від серцевого нападу. Такі хворі надмірно обережні, особливо щодо спроб розширення режиму фізичної активності. Посилення страху супроводжується тремтінням у тілі, слабкістю, пітливістю, серцебиттям, відчуттям нестачі повітря.
Також однією з патологічних реакцій при інфаркті міокарда можлива депресивна (тривожно-депресивна) реакція. Відзначається пригнічений настрій. Хворі не вірять у можливість сприятливого перебігу захворювання, відчувають внутрішню напруженість, передчуття близького лиха, побоювання за наслідки захворювання, тривогу за добробут сім'ї. Притаманні порушення сну, рухове занепокоєння, пітливість, прискорене серцебиття.
Помітно рідше, переважно у літніх, спостерігається іпохондрична (депресивно-іпохондрична) реакція. Під час неї виявляються постійна і явна переоцінка тяжкості свого стану, невідповідність кількості скарг об'єктивним соматичним змінам, надмірне зосередження уваги на стані свого здоров'я.
Здатна викликати ускладнення, анозогнозічна реакція за якої відзначається заперечення хвороби з відкиданням лікарських рекомендацій і брутальними порушеннями режиму.
В окремих випадках спостерігається істерична реакція. Для поведінки хворого характерні егоцентризм, демонстративність, прагнення привернути до себе увагу оточення, викликати співчуття, емоційна лабільність.
Зазначені вище психічні зміни спостерігаються на тлі психічної астенії: загальної слабкості, швидкої стомлюваності при незначному фізичному чи розумовому напруженні, вразливості, підвищеної збудливості, порушеннях сну, вегетосудинної нестійкості.
Психічна астенія виражена більшою мірою при тривалому перебуванні на постільному режимі та у хворих літнього віку.
Якщо не проводити спеціальних заходів, зміни психіки поглиблюються, стають стійкими і надалі можуть значно перешкоджати реабілітації аж до інвалідизації за психічним станом.
Одне з найбільш грізних ускладнень гострого періоду хвороби — психози, які спостерігаються приблизно в 6-7 % випадків. Брутальні порушення поведінки, різкі вегетативні зрушення супроводжуються значним погіршенням соматичного стану, при психозах частіше настає летальний результат. У переважній більшості випадків психози розвиваються на 1-му тижні захворювання. Тривалість їх зазвичай не перевищує 2-5 днів.
Головними причинами психозів при інфаркті міокарда є інтоксикації продуктами розпаду з некротичного вогнища в міокарді, погіршення церебральної гемодинаміки і гіпоксемія, викликані порушенням серцевої діяльності. Не випадково психози спостерігаються найчастіше у хворих з розлогими ураженнями міокарда та гострою недостатністю кровообігу (кардіогенний шок, набряк легень).
До виникнення психозу під час інфаркту міокарда, призводять наявні ураження головного мозку різної природи (наслідки черепно-мозкових травм, хронічний алкоголізм, церебральний атеросклероз, гіпертонічна хвороба та інше) і похилий вік.
Найчастіше психоз виникає у вечірні та нічні години. Зазвичай, він протікає у вигляді делірію. Порушується свідомість із втратою орієнтування в навколишньому оточенні і в часі, виникають ілюзії і галюцинації (частіше зорові), хворий відчуває тривогу і страх, наростає рухове занепокоєння, приводячи до рухового збудження (невпинні спроби встати з ліжка, вибігти в коридор, вилізти у вікно, тощо). Нерідко делірію передує стан ейфорії — підвищеного настрою із запереченням хвороби і грубою переоцінкою власних сил і можливостей.
У хворих старечого віку, іноді спостерігаються так звані сплутані пробудження: пацієнт, пробуджуючись вночі, встає попри суворий ліжковий режим, і починає блукати лікарняним коридором, не усвідомлюючи, що він серйозно хворий і перебуває в лікарні.

## Диференційний діагноз
Інфаркт міокарда необхідно диференціювати з пневмотораксом, тромбоемболією легеневої артерії, набряком легенів, невралгією, жовчною колькою.

## Лікування

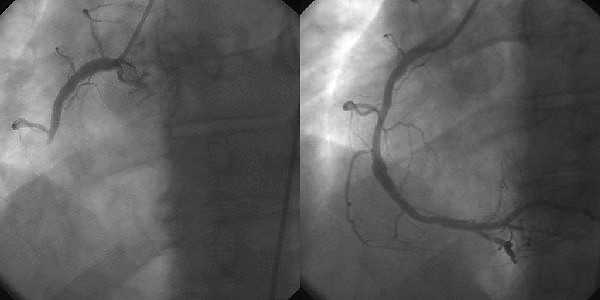
Порівняльна ангіографічна картина: ліворуч — контрастована коронарна артерія до балонної дилятації, праворуч — після. На правому знімку видно дистальні відділи коронарної судини

Хворому рекомендовано термінову госпіталізацію, ліжковий режим. Фармакологічне лікування передбачає нітрати (нітрогліцерин) для зняття больового нападу, аспірин дозою 150—300 мг. У разі наявності показань, призначають застосування кисневої терапії, наркотичних анальгетиків (морфін) або ненаркотичних (метамізол натрію у поєднанні з діазепамом), бета-блокаторів, клопідогрелю.
Після госпіталізації лікар обирає стратегію реперфузії, тобто відновлення кровопостачання в ішемізованій ділянці. Це оперативне лікування — черезшкірне коронарне втручання (ангіопластики, встановлення стентів), коронарне шунтування. Фібринолітичну терапію (наприклад, альтеплаза, тенектеплаза) рекомендовано, якщо оперативне втручання не може бути виконане впродовж 120 хвилин після діагностування інфаркту міокарда з елевацією сегмента ST.
Стаціонарне медикаментозне лікування може охоплювати антиагреганти, антикоагулянти, бета-блокатори, інгібітори АПФ, статини.
Для постінфарктної реабілітації застосовують:
- зміну образу життя (здоровий спосіб життя: раціональне харчування, помірна фізична активність, відмову від паління)
- медикаментозне лікування за показами і назначенням від лікуючого лікаря: нітрати, антиагрегантні препарати (ацетилсаліцилова кислота, клопідогрель), бета-блокатори, інгібітори АПФ, статини.[10][11]

### Експериментальне лікування
Хоча стандартні методи лікування інфаркту міокарда, такі як тромболізис, черезшкірне коронарне втручання та медикаменти, доволі ефективні, біомедичні дослідники постійно досліджують нові стратегії для подальшого покращення результатів лікування пацієнтів.
- Регенеративна медицина[12]: однією з областей активних досліджень є терапія стовбуровими клітинами.[13] Стовбурові клітини мають потенціал до диференціації в різні типи клітин і стимулюють процес загоєння організму, створюючи потенціал для регенерації серцевої тканини, пошкодженої під час серцевого нападу. Хоча доклінічні дослідження показали багатообіцяючі результати, клінічні випробування на сьогодні дали неоднозначні результати, і необхідні додаткові дослідження для визначення оптимального типу стовбурових клітин, часу та методу доставки.[14] Наприклад, дослідження 2023 року на свинях дійшло до висновку, що клітини попередники серцевих міоцитів (КПМ), отримані зі стовбурових клітин, є багатообіцяючою можливістю для лікування інфаркту міокарда у регенеративній кардіології[15]:"...Функціональні дослідження серця [після лікування стовбуровими клітинами] виявили значне покращення фракції викиду лівого шлуночка через чотири та дванадцять тижнів після трансплантації клітин попередників міоцитів (КПМ). Ми також спостерігали значне покращення товщини стінки шлуночка та зменшення розміру інфаркту після трансплантації КПМ (p = 0,05). Імуногістологічний аналіз виявив in vivo дозрівання КПМ у кардіоміоцити... Важливо, що всі свині вижили без утворення будь-яких пухлин або аномалій... Ми робимо висновок, що плюрипотентні КПМ, отримані зі стовбурових клітин, є багатообіцяючою можливістю для лікування інфаркту міокарда і що вони можуть позитивно впливати на регенеративну кардіологію."
- Генотерапія є ще одним досліджуваним експериментальним методом. Цей підхід передбачає доставку генів, які можуть стимулювати відновлення тканин, посилювати ріст кровоносних судин або модулювати імунну відповідь після інфаркту міокарда.[16][17]
- мРНК-терапія є багатообіцяючим експериментальним методом лікування інфаркту міокарда, який потенційно може стимулювати відновлення серця шляхом доставки інструкцій клітинам виробляти специфічні білки, такі як фактори росту або цитокіни. ЇЇ також можливо використовувати для перепрограмування фібробластів у кардіоміоцити, таким чином замінюючи клітини серця, втрачені під час серцевого нападу. Однак, незважаючи на обнадійливі перші результати, цей підхід все ще вимагає значних досліджень для покращення стабільності мРНК, механізмів доставки (див. Наномедицина), мінімізації нецільових ефектів та імунних реакцій, а також для підтвердження його безпеки та ефективності за допомогою широкомасштабних клінічних випробувань.[18][19]
- Біомедичні інженери також вивчають можливості створення і використання біорозсмоктуваних стентів, які розчиняються через заздалегідь визначений період. Це може потенційно знизити ризик довгострокових ускладнень, пов’язаних із постійними стентами, наприклад утворення тромбів.[20]

Хоча ці експериментальні методи лікування є багатообіцяючими, вони все ще знаходяться на стадії досліджень і розробок. Потрібні надійніші клінічні випробування для підтвердження їх безпеки та ефективності, перш ніж їх можливо буде включити в рутинну клінічну практику.

### Книги
- М. І.  Швед, Л. В. Левицька. (2015). Сучасні стратегії лікування та реабілітації хворих на інфаркт міокарда. Медкнига. ISBN 966-7013-29-4.
- David A. Morrow (2016). Myocardial Infarction: A Companion to Braunwald's Heart Disease. Elsevier. ISBN 978-0323359436.
- Madonna, Rosalinda (2016). Stem cells and cardiac regeneration. Cham: Springer. ISBN 978-3-319-25427-2.
- Kenneth D. Poss, Bernhard Kühn (2020). Cardiac Regeneration: Methods & Protocols. Methods in Molecular Biology. New York, NY: Humana. с. 346. doi:10.1007/978-1-0716-0668-1. ISBN 978-1-0716-0667-4.

### Статті
- М.І. Швед; Л. В. Цуглевич, Л. В. Левицька (2018). Сучасні принципи кардіореабілітації пацієнтів після гострого коронарного синдрому (огляд літератури та власні дослідження). Вісник наукових досліджень (4). с. 6–12. doi:10.11603/2415-8798.2018.4.9466.
- Л. В. Левицька (2019). Медико-соціальні аспекти відновного лікування хворих на інфаркт міокарда з коморбідним цукровим діабетом. Вісник соціальної гігієни та організації охорони здоров'я України (4). с. 75–81. doi:10.11603/1681-2786.2018.4.10034.